# Macroglossum melas
Macroglossum melas là một loài bướm đêm thuộc họ Sphingidae, chi Macroglossum.

## Phụ loài
- Macroglossum melas melas
- Macroglossum melas moriolum Rothschild & Jordan, 1916
- Macroglossum melas pullius Jordan, 1930